# Mordsteine (Münden)

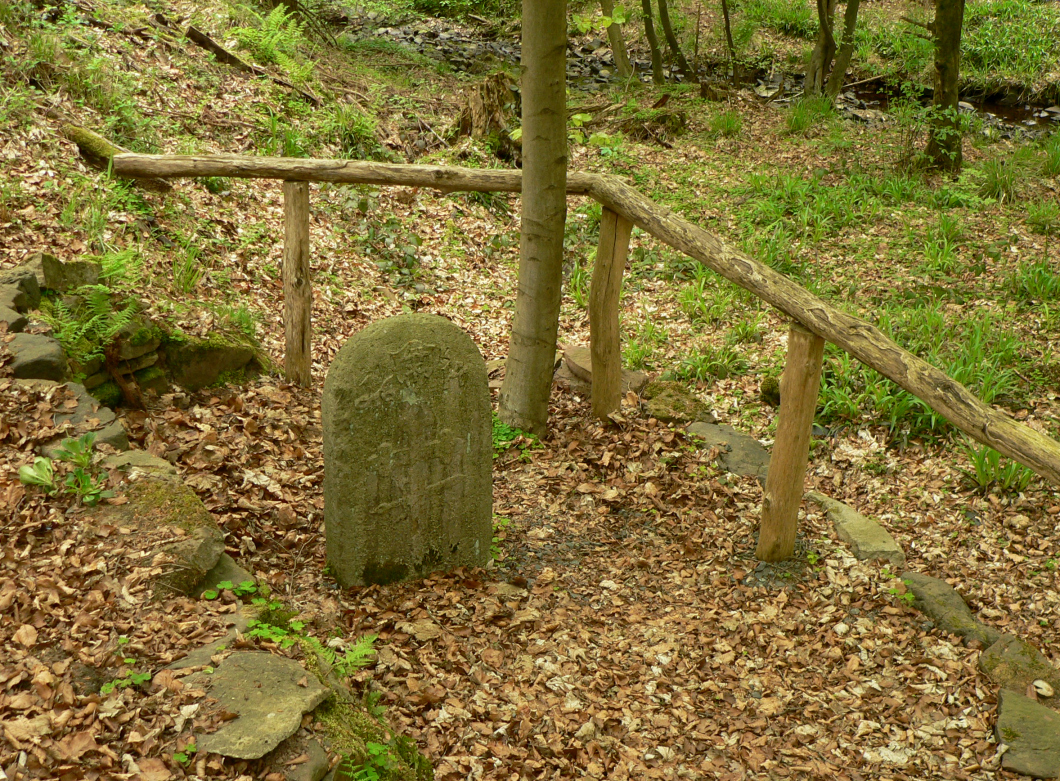
Mordstein für Johann Kessler, dahinter der Wandersteinbach, 2017

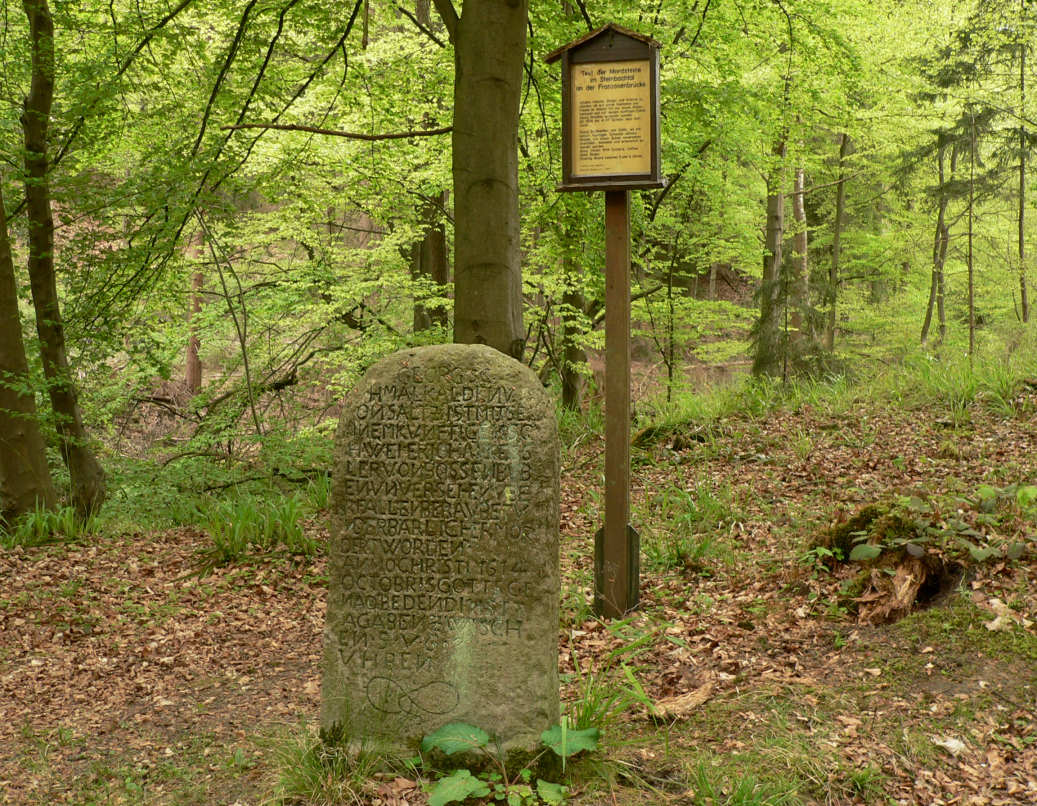
Mordstein für Georg Schmalkalden mit Informationsschild

Die Mordsteine sind zwei im Jahr 1614 aufgestellte Sühnesteine nahe dem Ortsteil Bonaforth der Stadt Hann. Münden im südniedersächsischen Landkreis Göttingen. Sie stehen unter Denkmalschutz und erinnern an zwei Mündener Bürger, die damals Opfer eines Raubmordes wurden.

## Geographische Lage
Die Steine stehen im Kaufunger Wald rund 3,5 km südwestlich des Zentrums der Kernstadt von Hann. Münden und 1,2 km südlich des Ortsteils Bonaforth im Engtal des Fulda-Zuflusses Wandersteinbach (Steinbach). Sie befinden sich im Naturpark Münden im Wald auf etwa 195 m ü. NHN nahe einer engen Kurve der Bundesstraße 496 etwas nordnordwestlich unterhalb der Franzosenbrücke (205,4 m), die über den Bach führt. Die 1827 erbaute Brücke wurde nach Kämpfen mit Franzosen in diesem Bereich während des Siebenjährigen Krieges benannt. Südlich der Straßenkurve liegt der Parkplatz Steinbachtal. Von dort führt ein enger Pfad hinab und unter der Franzosenbrücke hindurch zu den Mordsteinen, die nach 160 m Wegstrecke erreicht sind. Östlich der Franzosenbrücke zweigt der bergauf verlaufende Blankenweg als schmale Straße in Richtung des Hühnerfeldbergs ab. Wenige Meter südlich des Parkplatzes verläuft unter dem Blankenweg der Mündener Tunnel.

## Geschichte
Die Mordsteine sind Sühnesteine und erinnern an zwei Kaufleute, die an dieser Stelle am 4. Oktober 1614 bei einem Raubüberfall getötet wurden. Beide waren in den Abendstunden unterwegs auf dem Rückweg von Kassel nach Münden. Bei den Opfern handelte es sich um den Mündener Kaufmann und Eisenhändler Johann Kessler und seinen künftigen Schwiegersohn Georg Schmalkalden. Letzterer stammte aus Langensalza und war der Sohn eines Großhändlers. Der Tathergang ist nicht dokumentiert, wird aber in der Sagensammlung von Karl Sittig aus dem Jahr 1924 phantasievoll beschrieben, was seither in Zeitungsberichten immer wieder unkritisch nacherzählt wird.
Die beiden sehr ähnlich gestalteten, unterschiedlich großen Mordsteine aus lokalem Buntsandstein wurden angeblich von einem Steinmetz aus Münden gefertigt. Die Steinstelen sind mehrfach verändert worden, was ihren historischen Quellenwert schmälert. 1925 wurden sie „wiederaufgestellt“ und „gesäubert“; 1960 bekam der Bildhauer Herrmann Schmidt den Auftrag beide Steine „auf Sockel“ zu stellen und „die Inschriften nachhauen“ zu lassen. Vermutlich sind dabei auch die oben jetzt gerundeten Abschlüsse erkennbar nachträglich mit einem Stockeisen verändert worden.

## Beschreibung
Die beiden Mordsteine stehen heute in etwa fünf Meter Entfernung voneinander und auf unterschiedlichen Höhenniveaus. Sie zeigen auf ihrer Rückseite jeweils ein Kleeblattkreuz, das von einem Dolch mit S-förmigen Parierstück durchdrungen wird. Über dem Kreuz finden sich je ein verwittertes Wappen sowie die Initialen der jeweiligen Opfer. Die heute schwer leserlichen Inschriften auf den Vorderseiten der Steine lauten in der Transkription von Karl Brethauer:
„IOHANN KESSLER BVRGER VND KRAMER ZV MVUNDEN IST AVF SEINER HEIMREISE VON CASSELL AN DIESEN ORT VON BOSEN B[VBE]N BERAVBET VND MIT SEINEM KVNFTIGEN EIDEM GEORGEN SMALKEL ERMORDERT WORDEN AC 1614 AM 4 OT OCTOBRIS DEM GOIT GNAD“
„GEORG SCHMALKALDEN VON SALTZ IST MIT SEINEM KVNFTIGEN SCHWEIER JOHANN KESSLER VON BOSEN BVBEN VNVERSEHEN VBERFALLEN BERAVBET VND ERBARMLICH ERMORDERT WORDEN ANNO CHRISTI 1614 OCTOBRIS GOTTES GENAD BEDEN DINSTTAG ABEN ZWISCHEN 5 – V – 6 VHREN“

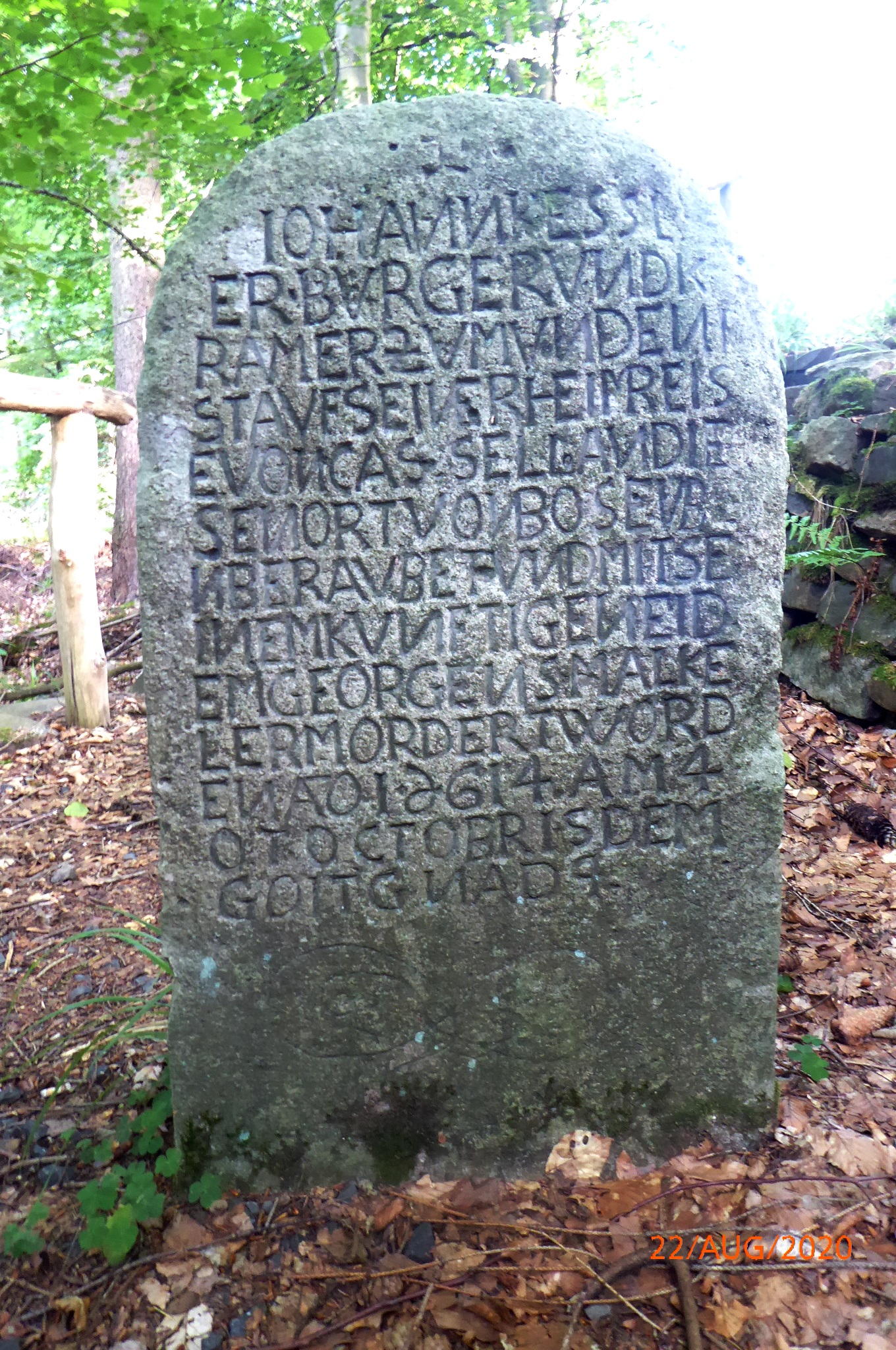
Mordstein für Johann Kessler, Vorderseite
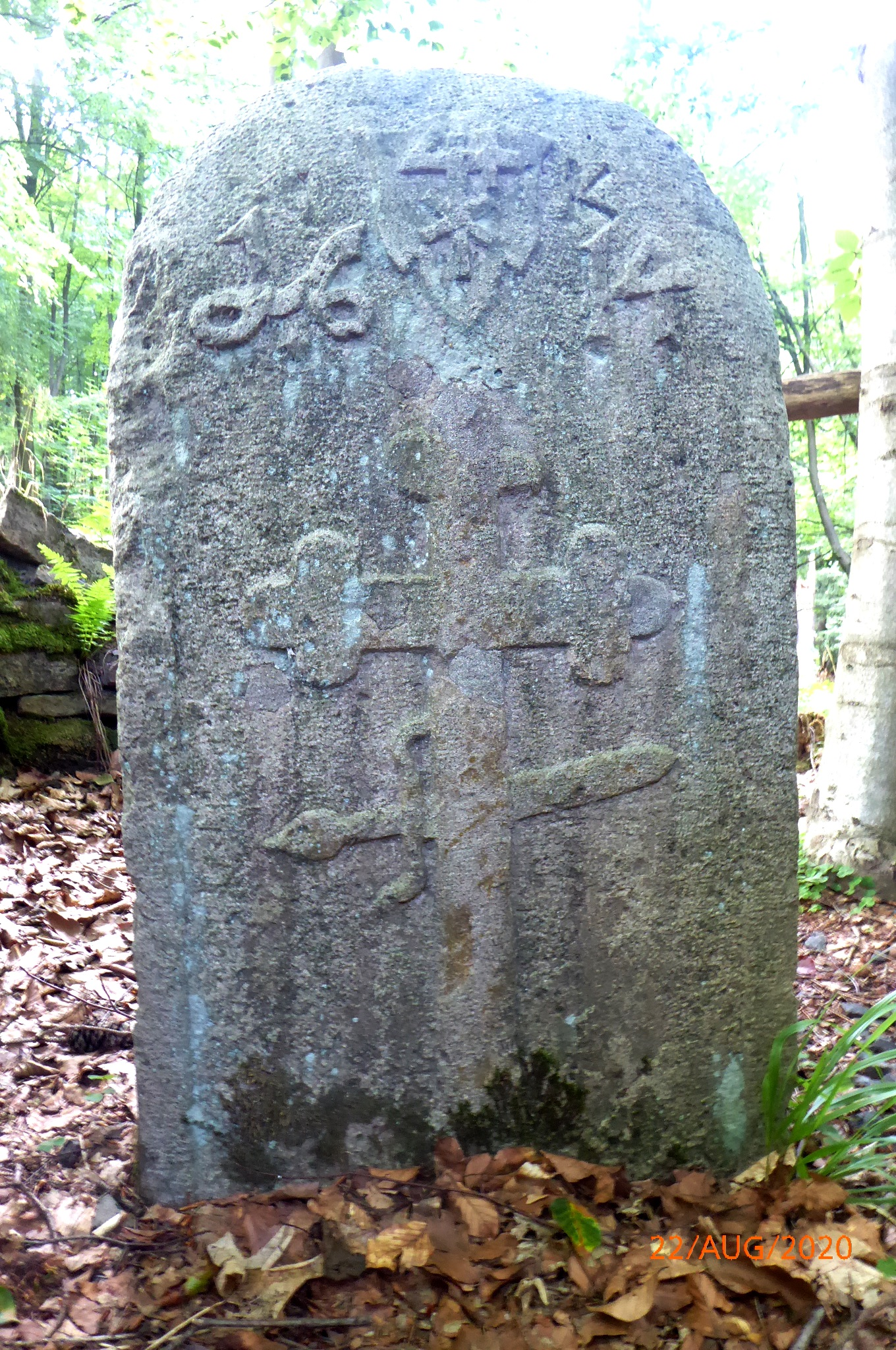
Mordstein für Johann Kessler, Rückseite
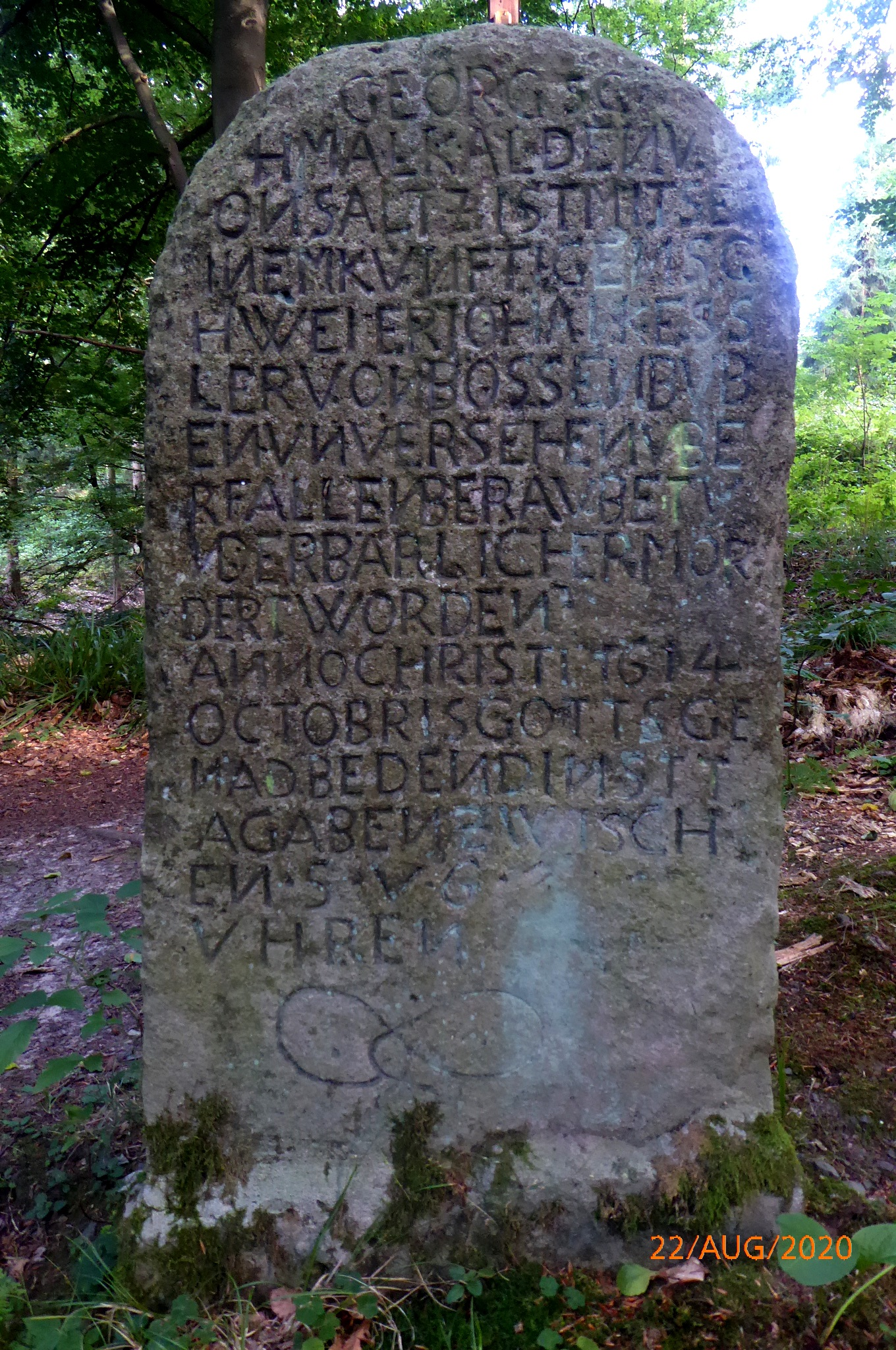
Mordstein für Georg Schmalkalden, Vorderseite
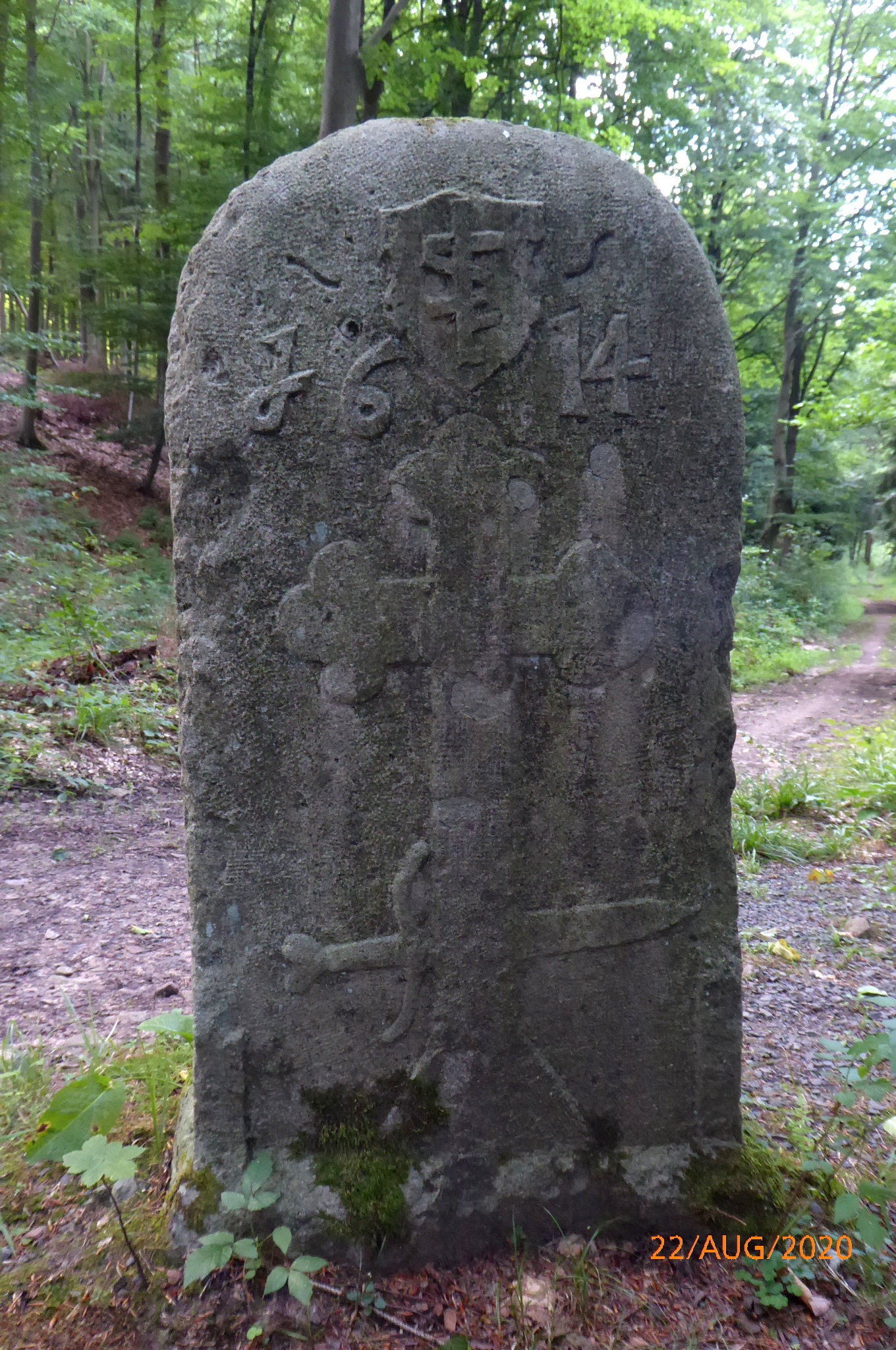
Mordstein für Georg Schmalkalden, Rückseite
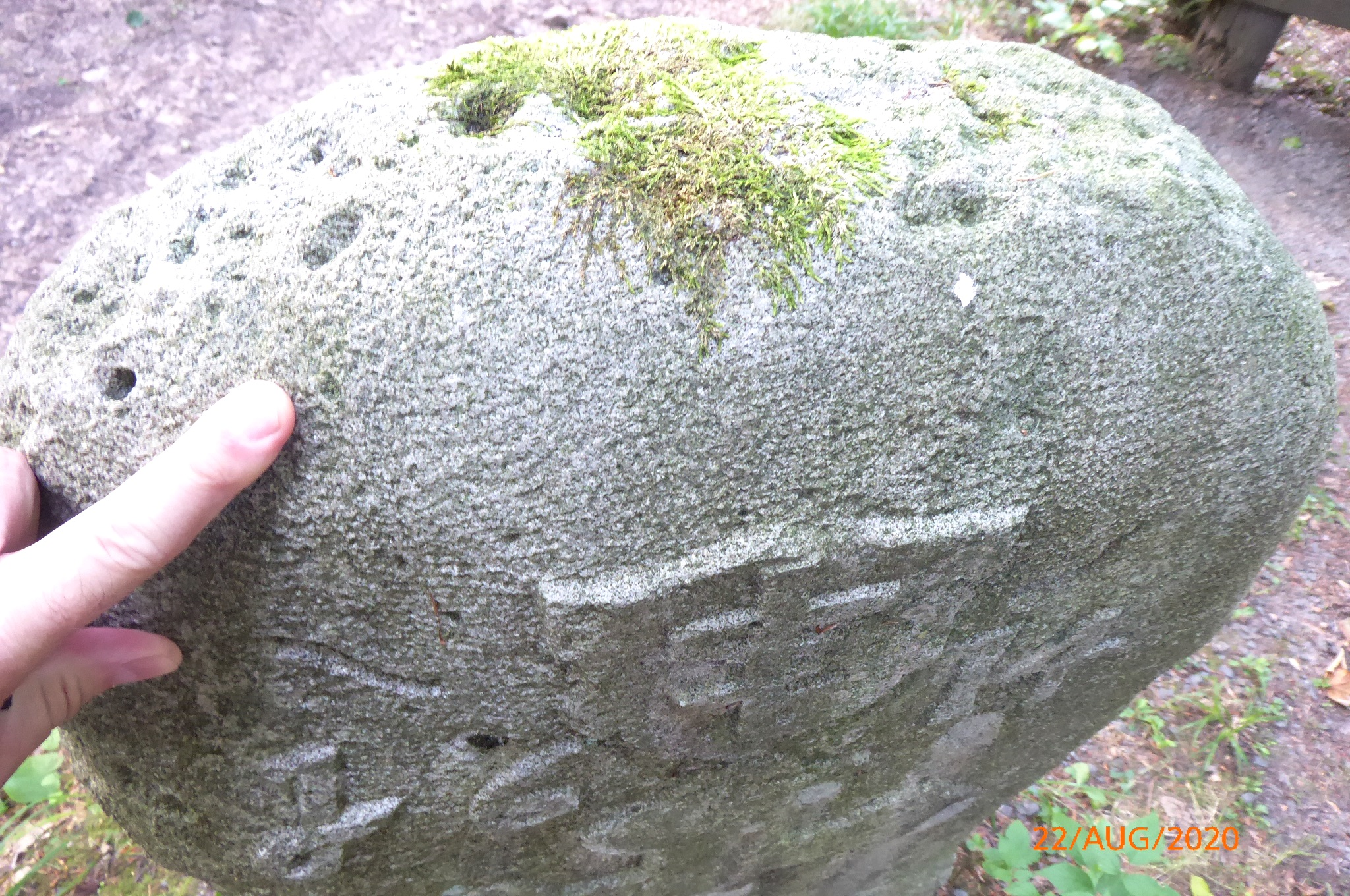
Moderne steinmetzmäßige Abarbeitungsspuren (Stockhammer) an der Oberseite des Mordsteins für Georg Schmalkalden